# سانتا ماريا دي لوس كاباييروس
بلدية سانتا ماريا دي لوس كاباييروس (بالإسبانية: Santa María de los Caballeros) هي بلدية تقع في مقاطعة آبلة التابعة لمنطقة قشتالة وليون وسط إسبانيا.

## الديموغرافيا
بلغ عدد سكان بلدية سانتا ماريا دي لوس كاباييروس 95 نسمة عام 2011 (وفقاً للمعهد الوطني للإحصاء الإسباني).
| 172 | 156 | 133 | 115 | 109 | 100 | 95 |